# 稲川部屋
稲川部屋（いながわへや）は、かつて存在した相撲部屋。

## 沿革
雷部屋の関脇稲川政之助が現役名のまま年寄（二枚鑑札）となって部屋を経営したが関取は出ず嘉永6年（1853年）6月死去して部屋は閉じられた。
明治15年（1882年）6月場所を最後に現役を引退して、4代稲川となった浦風部屋の元幕内稲川政右エ門は部屋を興していたが明治23年（1890年）1月に死去。所属力士は浦風部屋へ移籍した。
浦風部屋を経て高砂部屋に所属していた幕内玉風が、入幕2場所目の明治32年（1899年）1月場所から5代稲川を二枚鑑札で襲名。引退後には幕内氷見ヶ濱弥太郎、山田川清太郎が育った。しかし、大正5年（1916年）2月に師匠が死去し部屋は閉じられた。所属力士は高砂部屋に移籍した。その中に後の小結射水川健太郎がいた。